# Гутман, Исраэль
Исраэль Гутман (1923, Варшава — 2013, Иерусалим) — израильский историк родом из Польши, профессор истории в Еврейском университете в Иерусалиме, один из последних участников восстания в Варшавском гетто, во время которого был ранен. Изучал тему Холокоста.

## Биография
Он родился в Варшаве в 1923 году. В годы войны потерял свою семью: родителей и старшую сестру, а младшая сестра находилась в детском доме Януша Корчака. Сам он был участником еврейского подполья в Варшавском гетто, получил ранение во время восстания, после чего был отправлен в концлагеря Майданек, Освенцим и Маутхаузен. После освобождения Гутман был госпитализирован в Австрии, а затем бежал в Италию, где присоединился к Еврейской бригаде, помогая выжившим в Холокосте. В 1946 году он переехал в Палестину, поселился в кибуце Лехавот Хабашан и прожил там 25 лет.
В 1961 году Гутман выступил свидетелем на суде над Адольфом Эйхманом. В 1975 году он защитил докторскую диссертацию в Еврейском университете в Иерусалиме, исследуя сопротивление евреев в Варшавском гетто. Впоследствии он стал профессором, возглавил кафедру изучения современного еврейства и сыграл ключевую роль в создании «Энциклопедии Холокоста». Также он был одним из основателей центра Морешет, посвященного памяти еврейского сопротивления.
Гутман активно сотрудничал с «Яд ва-Шем», крупнейшим мемориальным центром Холокоста. В разные годы он был главным историком, руководителем Международного института исследований Холокоста и научным консультантом. Он также работал советником польского правительства по вопросам еврейского наследия. За свою деятельность он получил множество наград.
Исраэль Гутман скончался 1 октября 2013 года в Иерусалиме.

## Научная работа
Писал, что катастрофа не объединяет, а дистанцирует и разобщает людей
Был главным редактором 4-хтомной «Энциклопедии Холокоста», изданной в 1990 году.

## Опубликованные работы
- The Jews of Warsaw, 1939—1943: Ghetto, Underground, Revolt (1982).
- Unequal Victims: Poles and Jews in World War Two (1986)
- The Jews of Poland Between Two World Wars (1989).
- Anatomy of Auschwitz Death Camp (with Michael Berenbaum[англ.], 1994)
- Resistance: The Warsaw Ghetto Uprising (1994).
- Emanuel Ringelblum — The Man and the Historian (2006)